# 이인남
이인남(李仁男, 1559년 - 1592년 음력 4월 28일)은 조선 중기의 무신, 군인으로 본관은 우계(羽溪), 자(字)는 원보(元甫)이다.
1583년(선조 16) 보인(保人)으로 알성무과(謁聖武科)에 병과(丙科)로 급제, 선전관을 거쳐 남도우후로 재직 중 임진왜란을 당하여 충주 탄금대 전투에서 도순찰사 신립의 휘하에서 싸우다가 전사했다. 1604년(선조 36) 선무원종공신 3등에 추록되었다. 갑산도호부사 이준헌(李遵憲)의 아들이며, 이광식(李光軾)의 증손이다. 병마절도사 충장공(忠壯公) 이복남(李福男)의 동생이다.
그의 부인은 장경왕후의 친정오빠 윤임의 증손녀로, 장남 윤흥인의 손녀이다.

## 생애

### 출생과 가계
1559년생으로 그의 출생년월일은 족보에서는 실전되었다가 후에 2000년 이후 무과방목이 한국학연구원에 의해 한글로 국역되면서 출생년대를 알 수 있게 되었다. 그러나 생일은 실전되었다. 증조부는 이광식(李光軾)이고, 할아버지는 이전(李戩)이며, 아버지는 흥덕현감과 갑산도호부사를 지낸 이준헌(李遵憲)이며, 어머니 전주이씨 이명복(全州李氏 李明福)은 평안도병마절도사 증 병조판서 이구침(李龜琛)의 딸이다.
어머니 전주이씨 이명복은 정종의 왕자 수도정 이덕생(守道正李德生)의 5대손으로, 할아버지는 군산부수 금손(群山副守 金孫)이고 증조부는 심곡수 숙인, 고조부는 풍산부정 이외이다. 친정어머니는 제주고씨로 병마절도사 고자겸의 딸이다. 어머니 이명복의 이름이 알려진 것은 1970년 이후 선원록, 유부록을 한글화하는 과정에서 왕실의 내외 6대자손의 이름을 기록한 것에서 확인되었다.
전주 웅치 전투와 남원성 전투에서 활약하고 남원성에서 전사한 이복남(李福男)은 그의 둘째 형이었다. 큰형은 이귀남인데 43세의 나이로 일찍 죽었고 사망년대는 불명이다. 셋째 형은 이덕남(李德男)이다. 그의 가계는 무반 가계로 고조부 이지방과 증조부 이광식, 할아버지 이전과 종조부 이용 등은 모두 변방에서 장수로 활약하였다.

### 활동
어린 시절과 초기의 행적은 미상이다. 보인(保人) 신분이었던 그는 1583년(선조 16) 알성 무과(謁聖武科)에 병과(丙科)로 급제하였다. 1589년 선전관을 거쳐, 1592년(선조 25) 남도우후가 되고, 그 해 임진왜란이 터지자 도순찰사 신립의 부관으로 출전, 그해 음력 4월 28일 도순찰사 신립, 부순찰사 김여물 등과 함께 충주 탄금대에서 올라오는 왜적과 맞서 싸웠으나 중과부적으로 패하고 전사하였다. 당시 숙부 이경헌(李敬憲), 이승헌(李承憲) 역시 신립장군의 군관으로 탄금대 전투에 참전했다가 전사하였다.
이때 김화현감으로 재직 중이던 그의 셋째 형 이덕남도 임진왜란 초기에 사망하였다.
그는 자녀가 없이 사망하였으므로 둘째 형 이복남의 차남 이경수(李慶受)를 양자로 입후, 후사로 삼았다. 이경수는 중추부사를 역임하였다. 1604년(선조 36) 선무원종공신 3등에 추록되었다.

### 사후
그의 행적과 가계는 오랫동안 실전되었고, 자녀가 없어 형 이복남의 둘째 아들 이경수를 양자로 입양하였다. 그의 집안 족보에서도 2000년대 초까지 간략하게 실려 있다가 2010년 만력11년계미4월초4일문무과방목(萬曆十一年癸未四月初四日文武科榜目)이 하버드대학교 옌칭 도서관 소장본과 UCA버클리 대학교 도서관 소장본이 확인되면서 과거 급제 기록과 인적사항이 알려지게 되었다. 또한 왕실 족보인 선원록, 유부록을 1970년대 이후 한글화 번역 과정에서 그가 중종의 서녀 혜정옹주의 외손녀사위인 것이 확인되었다.
묘소는 경기도 광주군 언주면 포전(현, 서울특별시 강남구 포이동 포전(浦田)부락)에 있다. 근처 헌릉(獻陵) 서쪽 언덕 내동부락 축좌에는 그의 양자 이경수의 묘가 있다.

## 가계
- 증조부 이광식(李光軾, 1493년 음력 9월 29일 - 1563년 음력 12월 1일)
- 증조모 함안이씨(咸安李氏, 1492년 12월 1일 ~ 1536년 10월 7일, 양간공 이세응(李世應)의 딸, 충렬공 이방실의 7대손)
  - 종조부 이감(李戡)
  - 종조부 이용(李庸+戈, 1533년 - 1591년)
- 조부 이전(李戩, 1517년 - ?)
- 조모 : 고성이씨(古城李氏), 형조좌랑 이광택(李光澤)의 딸, 자녀 없음
- 조모 : 하빈이씨(河濱李氏), 부장 이윤우(李允耦(手+愚))의 딸
  - 숙부 이경헌(李敬憲, ? - 1592년 음력 4월 28일)
  - 숙부 이승헌(李承憲, ? - 1592년 음력 4월 28일)
  - 숙부 이봉헌(李奉憲)
  - 고모 이씨, 청주한씨 서천군 한강(韓降)에게 출가
- 아버지 이준헌(李遵憲, 통훈대부 갑산도호부사 겸 갑산진병마첨절제사)
- 어머니 평산신씨(平山申氏, 신직(申直)의 딸
- 어머니 전주이씨 이명복(全州李氏 李明福, 1536년 ~ 1586년), 수도군 이덕생 5대손 평안도병마절도사 이구침(李耉琛)의 딸
  - 형 이귀남(李貴男)
  - 형 이복남(李福男, 1555년 - 1597년 8월)
  - 동생 이덕남(李德男, 1557년 - 1592년)
  - 누이 우계이씨(羽溪李氏)
  - 매제 윤훤, 해평윤씨, 윤두수의 아들

- 부인 파평윤씨 (1558년 ~ ?), 첨지 윤호의 딸, 충의공 윤임 증손
  - 양자 이경수(李慶受, ? ~ 1697년 3월 15일, 형 이복남의 아들, 사후 양자로 입후하였다.)
  - 양며느리 해주최씨, 주부 최발의 딸
    - 양손자 이득우(李得雨, 1655년 ~ ?), 자녀가 없어서 먼 친척 이기명(李基命)의 아들 이성망(李聖望)을 양자로 들였다.
    - 양손자 이윤구(李胤龜, ? ~ ?)
    - 양손부 배천조씨, 참봉 조서린(趙瑞麟)의 딸
      - 양증손자 이문망(李文望, 1673년 ~ 1707년 10월 16일)
      - 양증손부 해주최씨, 진사 최석로(崔錫老)의 딸
- 장인 윤호(尹琥), 윤임의 손자
- 장모 남양홍씨 홍옥환(洪玉環 , 1531년 ~ ?), 혜정옹주와 당성위 홍려(洪礪)의 딸

## 기타
양자 이경수, 양손자 이득우는 행적이 미상이며, 이윤구는 무과에 급제하여 가산군수에 이르렀지만 일찍 사망했다. 또한 조선왕조실록에도 등장하지 않고 이름만이 전한다. 윤구와 그의 아들 문망의 묘는 연안군 홍장리 자좌에 있다.
왕실 족보 선원록, 유부록에 혜정옹주 자손록에도 간략하게 이름과 관직명만 전하지 상세하 행적은 전하지 않는다. 선원록, 유부록에 이인남의 양자로 이경수가 기록되고 후손들이 기록된 것으로 보아, 어느 시점에 양자로 입양했는지 입양시점은 알수 없으나 당대에 양자로 지목된 것은 확실하다.

## 같이 보기
- 이복남
- 임진왜란
- 리노이에 모토히로
- 윤흥인
- 윤임
- 혜정옹주

## 참고 문헌
- 우계이씨세보
- 무보
- 무과방목

1. ↑  閔仁伯 苔泉集卷二, 討逆日記 任鎭安時
2. ↑  선원록 유부록 혜정옹주자손록